# Gare d'Ancenis
La gare d'Ancenis est une gare ferroviaire française de la ligne de Tours à Saint-Nazaire, située sur le territoire de la commune d'Ancenis-Saint-Géréon, dans le département de la Loire-Atlantique, en région Pays de la Loire.
Construite par l'État, elle est mise en service en 1851, avec la section d'Angers à Nantes, par la Compagnie du chemin de fer de Tours à Nantes. Elle devient, en 1852, une gare de la Compagnie du chemin de fer de Paris à Orléans (PO). C'est une gare de la Société nationale des chemins de fer français (SNCF), desservie par des trains du réseau TER Pays de la Loire et par quelques TGV.

## Situation ferroviaire
Établie à 17 mètres d'altitude, la gare d'Ancenis est située au point kilométrique (PK) 397,238 de la ligne de Tours à Saint-Nazaire, entre les gares ouvertes de Varades - Saint-Florent-le-Vieil et Oudon. Elle est séparée de Varades - Saint-Florent-le-Vieil par la gare aujourd'hui fermée d'Anetz. La gare comporte un quai latéral (le quai A), qui mesure 446 m, et le quai B qui mesure 431/453 m.
En ville, la gare est située avenue de la Libération, à côté des friches industrielles du quartier de la Gare en cours de réhabilitation.

## Histoire
Une « station principale » est prévue à Ancenis dans l'article 2 du « Cahier de charges pour le bail d'exploitation du Chemin de fer de Tours à Nantes », annexé à la loi du 19 juillet 1845. La section d'Angers à Nantes, qui passe par la station d'Ancenis, est mise en service par la Compagnie du chemin de fer de Tours à Nantes le 21 août 1851. Les travaux de la gare ont été réalisés par l'État, elle couvre une surface de plus de deux hectares et le coût des bâtiments et de 153 000 francs. L'exploitation de la gare par la compagnie est de courte durée, puisqu'elle est intégrée dans la fusion (décret du 27 mars 1852) qui permet le développement de la Compagnie du chemin de fer de Paris à Orléans.
À partir de 2011, des travaux sont menés par la mairie pour créer un grand parvis devant la gare, de places de stationnements supplémentaires, ainsi que des abris-vélos, dans le cadre du projet Gare d'Ancenis 2020.

### Création d'une voie supplémentaire
Afin de pouvoir augmenter la capacité de la ligne et notamment le nombre de trains omnibus entre Ancenis et Nantes, une modification des voies de la gare d'Ancenis est envisage au début des années 2000. La gare comporte alors une voie d'évitement paire (voie 2 bis, utilisable dans le sens Nantes → Angers) . En 2011, l'étude préliminaire de SNCF Réseau (ex-RFF) prévoit de transformer cette voie en voie principale (voie 2) et de transformer la voie 2 principale en terminus à tiroir, devenant voie 2 bis, accessible uniquement depuis Nantes.
En 2012, l'étude d'avant projet (AVP) estime que le coût du projet serait plus élevé que prévu, sans pour autant permettre le cadencement recherché. C'est donc finalement la création d'un second évitement, cette fois côté voie impaire (voie 1 bis, le long de la voie 1, parcourue par les trains circulant dans le sens Angers → Nantes) qui est retenue. Cette voie devrait également être accessible aux trains en provenance et à destination d'Angers et nécessitera la démolition de 110 mètres de quai existant de la voie 1 pour permettre d'y implanter la voie 1 bis, puis la reconstruction ou la création de 300 mètres de quai, notamment pour desservir la nouvelle voie 1 bis. En 2014, les travaux sont programmés entre 2016 et 2019 et s'accompagneront d'une mise aux normes d'accessibilité de la gare grâce, notamment, à la mise en place de deux ascenseurs. Mais ils ne sont envisagés finalement qu'entre 2018 et 2020. Cette partie du projet est sous la responsabilité de la Région Pays de la Loire, de l'État et de SNCF Réseau.
La nouvelle voie 1 bis et toutes les modifications qui en découlent sont mises en service le 28 novembre 2021,,.

### Fréquentation
En 2013, la gare est fréquentée par 2 600 voyageurs par jour en semaine.
Selon les estimations de la SNCF, la fréquentation annuelle de la gare figure dans le tableau ci-dessous.
| Année               | 2015    | 2016    | 2017    | 2018    | 2019    | 2020    |
| ------------------- | ------- | ------- | ------- | ------- | ------- | ------- |
| Nombre de voyageurs | 861 331 | 892 451 | 962 972 | 926 200 | 998 815 | 623 147 |

## Service des voyageurs

### Accueil
Gare SNCF, elle dispose d'un bâtiment voyageurs, avec guichets, ouvert tous les jours. Elle est équipée d'automates pour l'achat de titres de transport TER, de sanitaires à disposition des usagers (moyennant paiement), de garages à vélo et d'abris sur les quais.
Le système d'information voyageur visuel (écrans dans le bâtiment et sur les quais) est déployé progressivement à partir de 2016, le système sonore est fonctionnel depuis fin 2016. Ce système remplace le tableau "papier" anciennement situé dans le hall d'attente et les annonces vocales effectuées au microphone par un agent.
Gare « Accès Plus » elle dispose d'un service d'accueil et d'accompagnement des voyageurs en situation de handicap. L'accès aux voies 2 et 2 bis se faisant uniquement par un escalier, un passage à niveau piéton est conservé pour permettre la traversée des fauteuils, celle-ci s'effectue sous la supervision d'un agent et est sécurisée par des feux rouges clignotants avertissant de l'arrivée d'un train. Le projet « Gare d'Ancenis 2020 » permettra un accès en toute sécurité aux quais grâce à des ascenseurs.

### Desserte
La gare d'Ancenis est desservie par des trains TER Pays de la Loire des relations suivantes :
- Rennes - Nantes via Sablé-sur-Sarthe et la virgule de Sablé (ligne 28, semi-directs à 200 km/h), parfois prolongés au-delà de Nantes vers Le Croisic ;
- Le Mans - Nantes (ligne 21, semi-directs parfois à 200 km/h, parfois accouplés aux Rennes - Nantes précités et parfois prolongés au-delà de Nantes vers Le Croisic) ;
- Orléans - Nantes (ligne 19, semi-directs Interloire à 200 km/h), prolongés au-delà de Nantes vers Le Croisic les vendredis, samedis et dimanches ;
- Tours - Nantes (ligne 19, semi-directs, parfois prolongés au-delà de Nantes vers Le Croisic).
- Ancenis - Nantes (ligne 5, omnibus, du lundi au vendredi) ;
- Angers-Saint-Laud - Nantes (ligne 4, omnibus entre La Possonnière et Ancenis du lundi au vendredi, omnibus sur l'intégralité du parcours les samedis et dimanches).

Depuis le 2 juillet 2017, l'offre est donc de 22,5 allers-retours sans arrêts entre Ancenis et Nantes et de 11 allers-retours Ancenis - Nantes omnibus du lundi au vendredi.
La gare est également desservie par un TGV le vendredi soir circulant entre Paris-Montparnasse et Le Croisic et le dimanche soir par un TGV circulant entre Le Croisic ou Nantes et Paris-Montparnasse.

### Intermodalité
La gare est équipée d'abris pour les vélos, dont un sécurisé avec accès contrôlé par badge magnétique. De plus, elle est desservie par les lignes 408 (Cholet <> Ancenis) et 424M (Ancenis <> Saint-Florent-le-Vieil) du réseau Aléop.

## Service des marchandises
La gare n'est pas ouverte au service marchandises, mais l'est pour le service infrastructure de la SNCF: elle dispose ainsi de voies de service.

## Patrimoine ferroviaire
Le bâtiment voyageurs de style néoclassique, est typique des gares de la Compagnie du chemin de fer de Tours à Nantes, laquelle a édifié plusieurs bâtiments identiques pour d'autres gares de l'actuelle ligne de Tours à Saint-Nazaire, notamment à Langeais et Ingrandes-sur-Loire.
Il est en grande partie identique à celui de la gare de Varades - Saint-Florent-le-Vieil mais se distingue par la présence d'une toiture mansardée coiffant le corps central ainsi que d'une avancée, à toit plat, comportant quatre travées, laquelle sert d'extension à la salle d'attente de la gare. Le faux-comble de la mansarde est éclairé par une lucarne rectangulaire flanquée de deux oculi.
Ces deux différences sont le résultat d'agrandissements ultérieurs. La toiture mansardée date du XIXe siècle et est visible sur la plupart des cartes postales d'époque, l'avancée à toit plat a été réalisée plus tardivement[Quand ?].

galerie
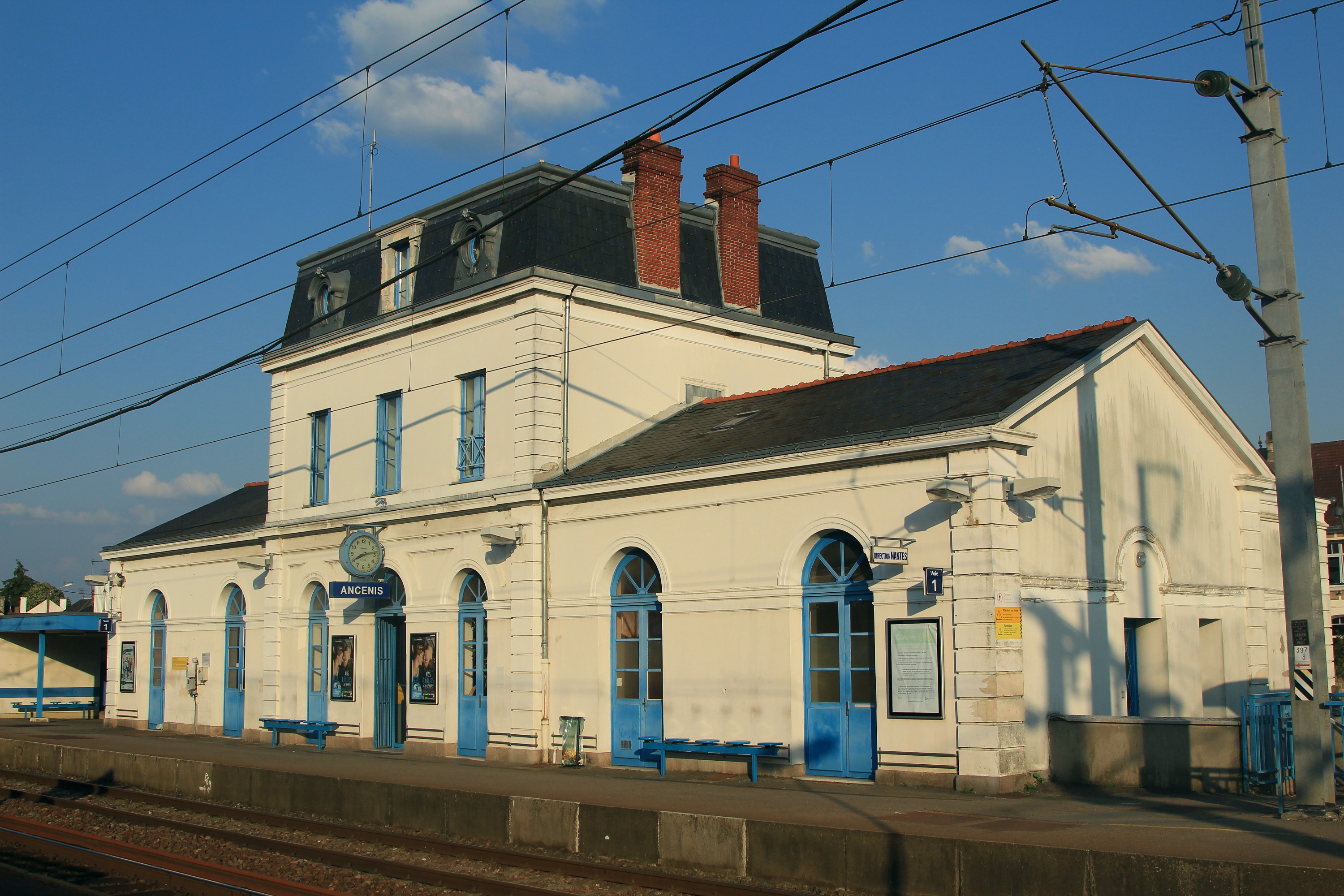
Bâtiment voyageurs vu côté voies.
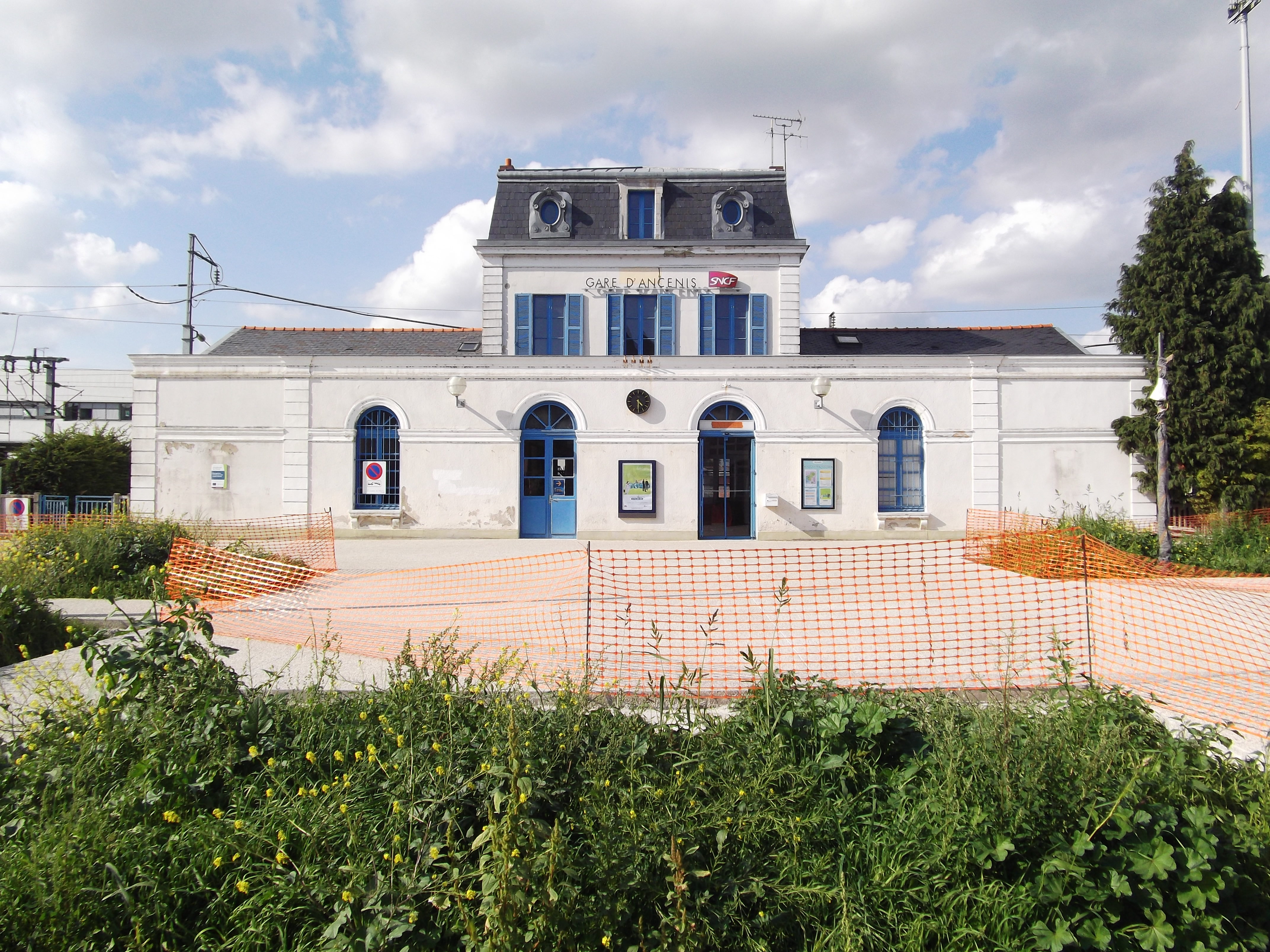
Bâtiment voyageurs vu côté cour avant rénovation.
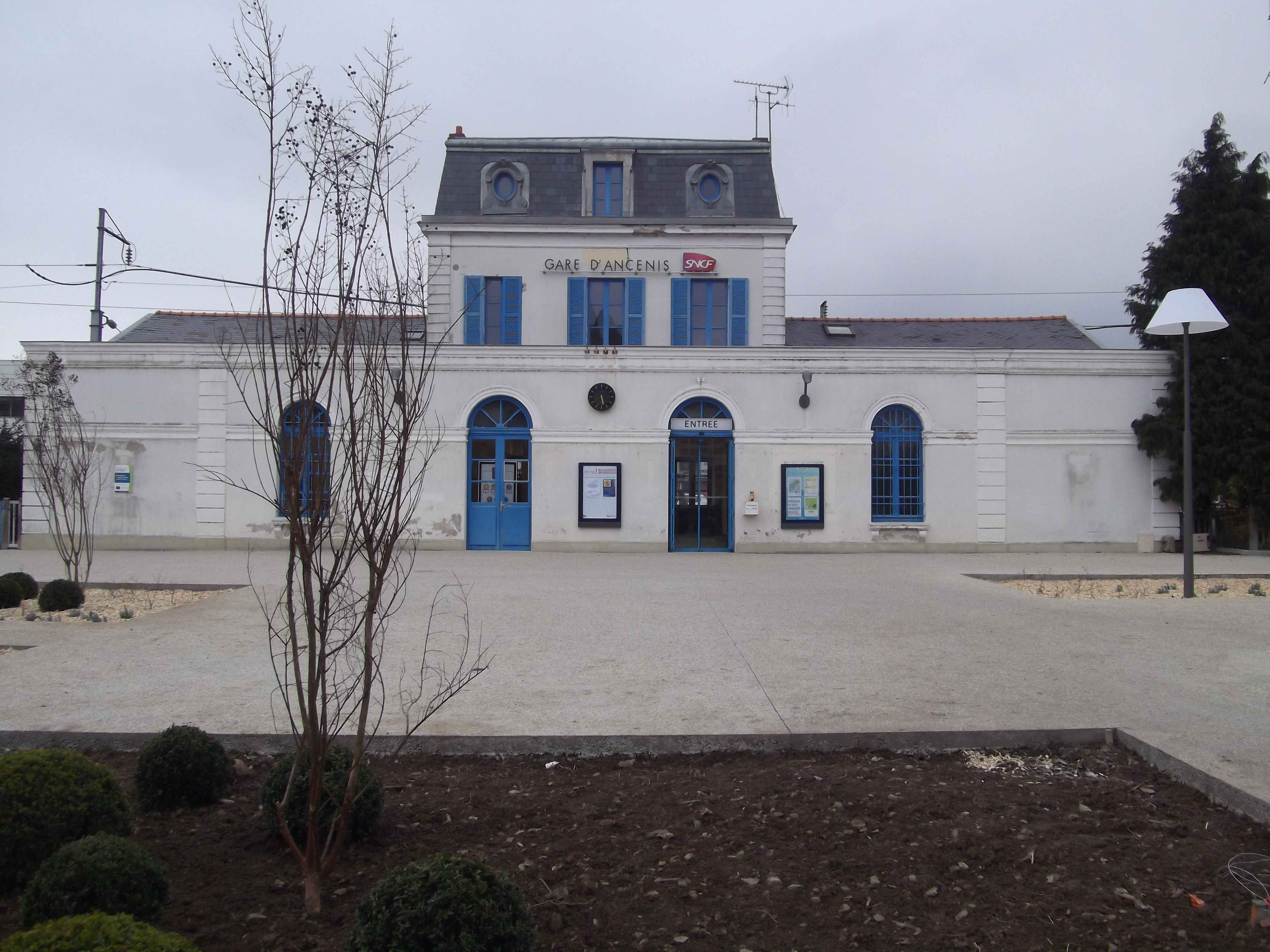
Après rénovation. L'avancée masque le reste de la façade.

## Projet Gare d'Ancenis 2020
La création du Pôle d'Échanges Multimodal consiste en la modification de la gare et de ses alentours. Les phases se déroulent sur plusieurs années pour une livraison de l'ensemble final en 2018. Les différentes phases permettent de créer de nouveaux espaces de stationnement (après démolition de bâtiments acquis par la ville), de réaménager les abords et le bâtiment voyageur pour faciliter l'accès, et notamment pour les Personnes à Mobilité Réduite (PMR), d'améliorer les dispositifs d'information, la signalétique et le confort. Les quais doivent également voir leurs accès améliorés et rendus accessibles et enfin recevoir un système d'information voyageur automatique. Ces derniers travaux sont toutefois dépendant de la création de la voie supplémentaire. La Région Pays de la Loire, la COMPA, la commune d'Ancenis-Saint-Géréon et la SNCF se partagent la réalisation de ce pôle.